# 近藤喜博
近藤 喜博（こんどう よしひろ、1911年 - 1997年）は、日本の民俗学者。文学博士（國學院大学・論文博士・1960年）（学位論文（「稲荷信仰研究序説」）。文化庁主任文化財調査官、文化財保護審議会専門委員等を歴任。

## 来歴
鳥取県生まれ。國學院大學神道科卒業。1960年「稲荷信仰研究序説」で國學院大學より文学博士の学位を取得。國學院大學講師、文化庁主任文化財調査官、文化財保護審議会専門委員。

## 著書
- 海外神社の史的研究 明世堂 1943
- 古代信仰研究 稲荷信仰論 角川書店 1963
- 日本の鬼 日本文化探求の視角 桜楓社 1966  のち講談社学術文庫
- 日本の神 神道史学のために 桜楓社 1968
- 四国遍路 桜楓社 1971
- 稲荷信仰 1978.5 (塙新書)
- 家の神 基層の信仰文化 1981.11 (塙選書)
- 金毘羅信仰研究 塙書房 1987.9

## 共編著
- 神社古図集 福山敏男,大場磐雄共編 日本電報通信社 1942
- 中世神仏説話 正続 古典文庫 1950-55
- 神道集 聖覚 角川書店 1959
- 中世神仏説話 続々 宮地崇邦共編 古典文庫 1971
- 白川家門人帳 白川家門人帳刊行会 1972
- 写楽新研究 諏訪春雄,山口桂三郎共著 東出版 1972
- 四国霊場記集 勉誠社 1973
- 四国霊場記集 別冊 勉誠社 1974